# Đặng Quang Phương
Đặng Quang Phương (sinh ngày 12 tháng 8 năm 1953) là một thẩm phán người Việt Nam. Ông từng là Thẩm phán, Phó Chánh án Thường trực Tòa án nhân dân tối cao Việt Nam, Phó Chủ tịch Hội luật gia Việt Nam khóa 11 nhiệm kì 2009-2014.

## Xuất thân
Ông sinh ngày 12 tháng 8 năm 1953, quê quán ở xã Sơn Thịnh, huyện Hương Sơn, tỉnh Hà Tĩnh, người dân tộc Kinh.

## Giáo dục
Ông có bằng Tiến sĩ Luật học.

## Sự nghiệp
Ông từng đảm nhiệm các chức vụ:
- Ủy viên Ban cán sự Đảng, Phó Chánh án thường trực Tòa án nhân dân tối cao, Thành viên Hội đồng Thẩm phán Toà án nhân dân tối cao;
- Ủy viên Đảng đoàn, Phó Chủ tịch Hội luật gia Việt Nam.
Năm 2014, ông nghỉ hưu.

## Scandal

### Can thiệp vụ án của người thân
Vào tháng 12 năm 2016 và tháng 4 năm 2017, ông đã có “thư công tác”, lấy tư cách nguyên Phó chánh án Tòa án nhân dân tối cao gửi đến Chánh án Tòa án nhân dân tối cao, các phó chánh án, Tòa án nhân dân thành phố Hà Nội và tập thể Ủy ban Thẩm phán Tòa án nhân dân thành phố Hà Nội đề cập đến vụ án, bản chất sự việc, quan điểm xét xử vụ án có bị đơn là Công ty Trách nhiệm hữu hạn thương mại Hồng Lan và nguyên đơn là người thân của ông.